# 비탈리 칼로예프
비탈리 콘스탄티노비치 칼로예프(러시아어: Виталий Константинович Калоев, 오세트어: Калоты Къостайы фырт Витали, 1956년 1월 15일 ~ )는 러시아의 건축가이자 살인자다. 2002년 7월 1일 독일 위버링겐 상공을 지나던 그의 가족이 탑승했던 BAL 바시키르 항공 2937편과 DHL 인터내셔널 에이비에이션 ME 611편이 공중 충돌 사고로 인해 가족이 사망한 후 항공 교통 관제사를 살해한 혐의로 유죄판결을 받았다.
칼로예프는 충돌 당일 밤 근무하던 스위스의 유일한 항공 교통 관제사인 페터 닐슨 (1967년 8월 16일~2004년 2월 24일)을 책임지라고 했다. 2004년 칼로예프는 스위스의 클로텐으로 가서 스카이가이드에서 항공 교통 관제사를 그만둔 닐슨을 죽였다.
나중에 감옥에서 풀려난 후, 칼로예프는 북오세티야–알라니야 공화국 건설부 차관으로 임명되었다. 2016년, 오세티야 지방 정부에서 은퇴한 후, 칼로예프는 그 정부로부터 최고의 지역 메달인 "오세티야의 영광을 위하여" 메달을 받았다. 이 메달은 지역 주민들의 생활 조건을 개선하고, 젊은 세대를 교육하고, 법과 질서를 유지하는 가장 높은 업적자에 수여된다.